# Golden Gate
Golden Gate – cieśnina między półwyspami San Francisco a Marin Headlands, leżąca na północ od San Francisco o długości około 8 km i szerokości pomiędzy 1,6 a 3 km. Przylądki cieśniny spina most Golden Gate. Cieśnina Golden Gate łączy wody Zatoki San Francisco z wodami Pacyfiku. Nazwę cieśninie nadał John Frémont po odkryciu złota w Kalifornii w 1846 roku w nawiązaniu do bizantyjskiej zatoki Złoty Róg.
W okresie ostatniego zlodowacenia, gdy poziom oceanu był kilkaset metrów niżej, wody rzek Sacramento i San Joaquin zasilane obficie wodą z topniejących lodowców wyrzeźbiły głęboki kanał na drodze do oceanu. Silne prądy oceaniczne i wiry występujące w czasie przypływu zmusiły budowniczych mostu Golden Gate do budowy wiszącego mostu o szczególnie silnej konstrukcji pylonów.

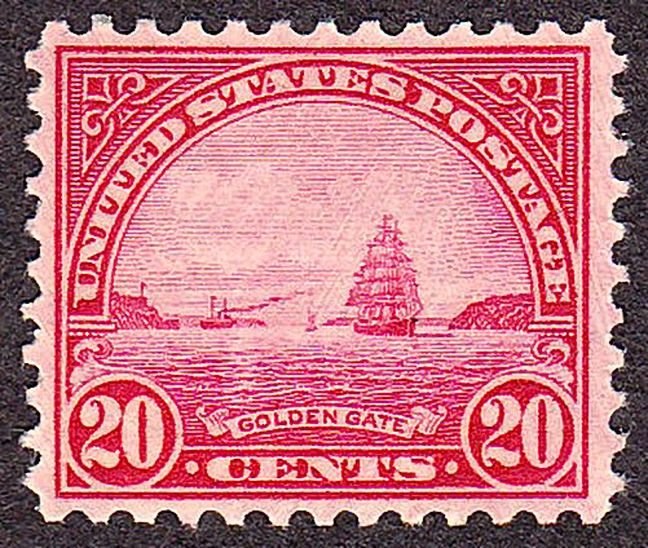
Znaczek Poczty Stanów Zjednoczonych przedstawiający cieśninę Golden Gate wyemitowany w 1923 roku[3], przed zbudowaniem mostu Golden Gate